# Migliore arbitro AIC
Il titolo di Miglior arbitro AIC è un premio sportivo, assegnato nella serata del Gran Galà del calcio AIC (noto in precedenza come Oscar del calcio AIC)  dall'Associazione Italiana Calciatori all'arbitro che si è maggiormente distinto nella stagione precedente del campionato di calcio italiano di Serie A.

## Albo d'oro

### Oscar del calcio
| Anno          | Piazzamento | Arbitro              |
| ------------- | ----------- | -------------------- |
| 1997 Dettagli | Vincitore   | Pierluigi Collina    |
| 1997 Dettagli | Nominato    | Robert Boggi         |
| 1997 Dettagli | Nominato    | Stefano Braschi      |
| 1998 Dettagli | Vincitore   | Pierluigi Collina    |
| 1998 Dettagli | Nominato    | Robert Boggi         |
| 1998 Dettagli | Nominato    | Stefano Braschi      |
| 1999 Dettagli | Vincitore   | Stefano Braschi      |
| 1999 Dettagli | Nominato    | Robert Boggi         |
| 1999 Dettagli | Nominato    | Pierluigi Collina    |
| 2000 Dettagli | Vincitore   | Pierluigi Collina    |
| 2000 Dettagli | Nominato    | Stefano Braschi      |
| 2000 Dettagli | Nominato    | Roberto Rosetti      |
| 2001 Dettagli | Vincitore   | Stefano Braschi      |
| 2001 Dettagli | Nominato    | Pierluigi Collina    |
| 2001 Dettagli | Nominato    | Roberto Rosetti      |
| 2002 Dettagli | Vincitore   | Pierluigi Collina    |
| 2002 Dettagli | Nominato    | Stefano Braschi      |
| 2002 Dettagli | Nominato    | Roberto Rosetti      |
| 2003 Dettagli | Vincitore   | Pierluigi Collina    |
| 2003 Dettagli | Nominato    | Gianluca Paparesta   |
| 2003 Dettagli | Nominato    | Roberto Rosetti      |
| 2004 Dettagli | Vincitore   | Pierluigi Collina    |
| 2004 Dettagli | Nominato    | Gianluca Paparesta   |
| 2004 Dettagli | Nominato    | Roberto Rosetti      |
| 2005 Dettagli | Vincitore   | Pierluigi Collina    |
| 2005 Dettagli | Nominato    | Gianluca Paparesta   |
| 2005 Dettagli | Nominato    | Roberto Rosetti      |
| 2006 Dettagli | Vincitore   | Roberto Rosetti      |
| 2006 Dettagli | Nominato    | Domenico Messina     |
| 2006 Dettagli | Nominato    | Gianluca Paparesta   |
| 2007 Dettagli | Vincitore   | Roberto Rosetti      |
| 2007 Dettagli | Nominato    | Nicola Rizzoli       |
| 2007 Dettagli | Nominato    | Massimiliano Saccani |
| 2008 Dettagli | Vincitore   | Roberto Rosetti      |
| 2008 Dettagli | Nominato    | Emidio Morganti      |
| 2008 Dettagli | Nominato    | Massimiliano Saccani |
| 2009 Dettagli | Vincitore   | Roberto Rosetti      |
| 2009 Dettagli | Nominato    | Emidio Morganti      |
| 2009 Dettagli | Nominato    | Nicola Rizzoli       |
| 2010 Dettagli | Vincitore   | Emidio Morganti      |
| 2010 Dettagli | Nominato    | Nicola Rizzoli       |
| 2010 Dettagli | Nominato    | Paolo Tagliavento    |

### Gran Galà del calcio
| Anno          | Piazzamento | Arbitro             |
| ------------- | ----------- | ------------------- |
| 2011 Dettagli | Vincitore   | Nicola Rizzoli      |
| 2011 Dettagli | Nominato    | Mauro Bergonzi      |
| 2011 Dettagli | Nominato    | Paolo Tagliavento   |
| 2012 Dettagli | Vincitore   | Nicola Rizzoli      |
| 2012 Dettagli | Nominato    | Daniele Orsato      |
| 2012 Dettagli | Nominato    | Andrea Romeo        |
| 2013 Dettagli | Vincitore   | Nicola Rizzoli      |
| 2013 Dettagli | Nominato    | Gianluca Rocchi     |
| 2013 Dettagli | Nominato    | Daniele Orsato      |
| 2014 Dettagli | Vincitore   | Nicola Rizzoli      |
| 2014 Dettagli | Nominato    | Daniele Orsato      |
| 2014 Dettagli | Nominato    | Gianluca Rocchi     |
| 2015 Dettagli | Vincitore   | Nicola Rizzoli      |
| 2015 Dettagli | Nominato    |                     |
| 2015 Dettagli | Nominato    |                     |
| 2016 Dettagli | Vincitore   | Nicola Rizzoli      |
| 2016 Dettagli | Nominato    |                     |
| 2016 Dettagli | Nominato    |                     |
| 2017 Dettagli | Vincitore   | Nicola Rizzoli      |
| 2017 Dettagli | Nominato    | Luca Banti          |
| 2017 Dettagli | Nominato    | Daniele Orsato      |
| 2018 Dettagli | Vincitore   | Gianluca Rocchi     |
| 2018 Dettagli | Nominato    | Paolo Mazzoleni     |
| 2018 Dettagli | Nominato    | Daniele Orsato      |
| 2019 Dettagli | Vincitore   | Gianluca Rocchi     |
| 2019 Dettagli | Nominato    | Daniele Orsato      |
| 2019 Dettagli | Nominato    | Paolo Mazzoleni     |
| 2020 Dettagli | Vincitore   | Daniele Orsato      |
| 2020 Dettagli | Nominato    | Gianpaolo Calvarese |
| 2020 Dettagli | Nominato    | Gianluca Rocchi     |
| 2021 Dettagli | Vincitore   | Daniele Orsato      |
| 2021 Dettagli | Nominato    | Gianpaolo Calvarese |
| 2021 Dettagli | Nominato    | Marco Guida         |
| 2022 Dettagli | Vincitore   | Daniele Orsato      |
| 2022 Dettagli | Nominato    | Daniele Doveri      |
| 2022 Dettagli | Nominato    | Maurizio Mariani    |
| 2023 Dettagli | Vincitore   | Daniele Orsato      |
| 2023 Dettagli | Nominato    | Daniele Chiffi      |
| 2023 Dettagli | Nominato    | Fabio Maresca       |
| 2024 Dettagli | Vincitore   | Daniele Orsato      |
| 2024 Dettagli | Nominato    | Marco Di Bello      |
| 2024 Dettagli | Nominato    | Marco Guida         |

## Vincitori
- 7 premi
  - Pierluigi Collina, Nicola Rizzoli

- 5 premi
  - Daniele Orsato

- 4 premi
  - Roberto Rosetti

- 2 premi
  - Stefano Braschi, Gianluca Rocchi

- 1 premio
  - Emidio Morganti

## Arbitri con più nomination
- 11 nomination
  - Daniele Orsato (5)

- 9 nomination
  - Pierluigi Collina (7), Nicola Rizzoli (7), Roberto Rosetti (4)

- 6 nomination
  - Stefano Braschi (2)

- 5 nomination
  - Gianluca Rocchi (2)

- 4 nomination
  - Gianluca Paparesta (0)

- 3 nomination
  - Emidio Morganti (1), Robert Boggi (0)

- 2 nomination
  - Massimiliano Saccani (0), Paolo Tagliavento (0), Gianpaolo Calvarese (0), Paolo Mazzoleni (0), Marco Guida (0)

- 1 nomination
  - Mauro Bergonzi (0), Domenico Messina (0), Andrea Romeo (0), Luca Banti (0), Daniele Doveri (0), Maurizio Mariani (0), Daniele Chiffi (0), Fabio Maresca (0), Marco Di Bello (0)

*tra parentesi i riconoscimenti vinti